# Reedham Ferry
Koordinaten: 52° 33′ 29,2″ N, 1° 33′ 1,1″ O

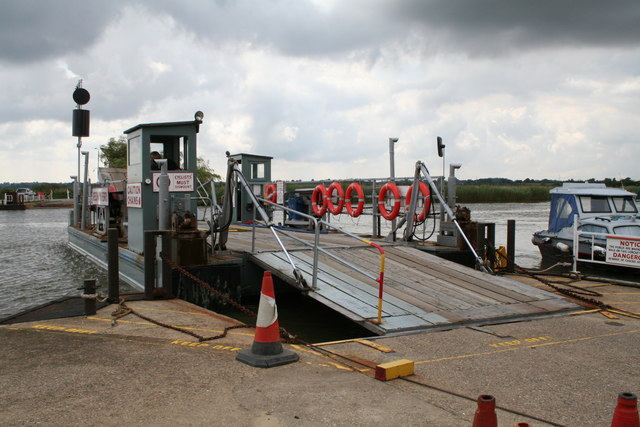
Reedham Ferry

Reedham Ferry ist eine Kettenfähre für Personen und Fahrzeuge über den Fluss Yare in der englischen Grafschaft Norfolk.

## Geschichte
Die seit dem frühen 17. Jahrhundert bei Reedham verkehrende Fähre trug ursprünglich den Namen Norfolk Horse Ferries. Sie wurde vornehmlich dazu genutzt, Pferdefuhrwerke über den Fluss zu setzen. Im Jahr 1950 wurde das Zugsystem der Fähre motorisiert; bis dahin erfolgte der Betrieb per Hand.
Das derzeitige Fährschiff wurde im Jahr 1964 am Oulton Broad gebaut.
Reedham Ferry ist die einzige verbliebene Fahrzeugfähre in Norfolk. Früher langjährig bestehende Fähren, unter anderem bei Whitlingham, Bramerton, Surlingham, Coldham Hall und Buckenham, wurden alle eingestellt.

## Lage und Beschreibung
Die Fähre überquert den Fluss in der Gemeinde Reedham rund 1,5 Kilometer flussaufwärts der Ortsmitte und der dort befindlichen Eisenbahndrehbrücke. Sie ist die einzige Überquerung des Yare zwischen der Brücke der A47 am östlichen Stadtrand von Norwich und Great Yarmouth, was den Nutzern einen Umweg von über 50 Kilometern erspart.
Vom Anleger am Südufer des Yare führt die Ferry Road, ein schmaler, asphaltierter landwirtschaftlicher Weg, zu den Orten Heckingham und Thurlton. Der Anleger am Nordufer ist über die dortige Ferry Road mit dem Ort Reedham und seinem Bahnhof verbunden.
Das derzeitige Fährschiff kann bis zu drei Personenkraftwagen und ein Gesamtgewicht von 12 Tonnen befördern. Wie jedes andere für die Personenbeförderung zugelassenes Wasserfahrzeug muss die Fähre alle vier Jahre in ihrer Bauwerft am Oulton Broad an Land gesetzt werden, um den Rumpf auf Dichtigkeit und Schäden zu überprüfen.
Die Fähre verkehrt in der Regel von 6:30 Uhr morgens bis 22.00 Uhr abends.

## Gasthaus

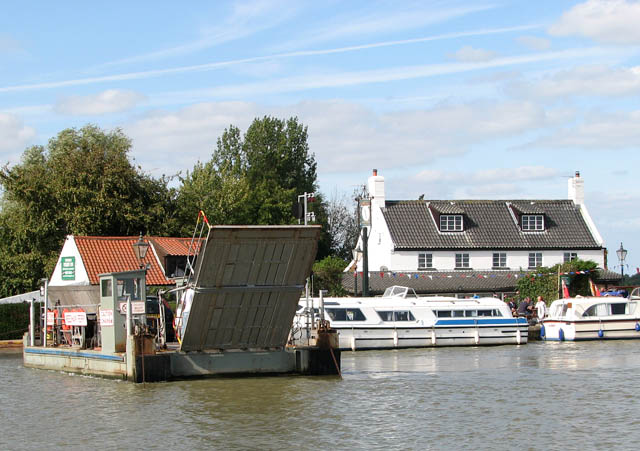
Fähre mit dem Gasthaus am Nordufer des Yare

Reedham Ferry ist auch der Name eines Gasthauses (Pub, Public House), das neben der Fähre am Nordufer steht. Seit den 1770er Jahren sind die Inhaber des Pub gleichzeitig die Betreiber der Fähre.
Es handelt sich um einen Backsteinbau aus dem frühen 18. Jahrhundert mit Ziegeldach, Dachgauben, Klammereisen und kleinen Fenstern im Giebel.
Für die Sportschifffahrt bietet das Gasthaus drei befestigte und fünf unbefestigte Liegeplätze, die Gästen des Pub vorbehalten sind. 